# ملعب ملطية الجديد
ملعب ملطية الجديد (بالتركية العثمانية: Yeni Malatya Stadyum)‏ هو ملعب يقع في ملطية، تركيا. تم افتتاحه للجمهور في عام 2017 بسعة 25745 متفرجًا. يعتبر الملعب الجديد لنادي يني ملطية سبور، الذي يلعب حاليًا في الدوري التركي الممتاز. لقد حل محل الملعب السابق للنادي ، ملعب ملطية إينونو.